# Флатвуд (Западна Вирџинија)
Флатвуд (енгл. Flatwoods) град је у америчкој савезној држави Западна Вирџинија.

## Демографија
По попису из 2010. године број становника је 277, што је 71 (-20,4%) становника мање него 2000. године.
| Група             | 2000.       | 2010.       |
| Белци             | 338 (97,1%) | 273 (98,6%) |
| Афроамериканци    | 0 (0,0%)    | 0 (0,0%)    |
| Азијати           | 2 (0,6%)    | 1 (0,4%)    |
| Хиспаноамериканци | 0 (0,0%)    | 2 (0,7%)    |
| Укупно            | 348         | 277         |